# توني جيل
توني جيل (بالإنجليزية: Tony Gill)‏ (6 مارس 1968 ببرادفورد في المملكة المتحدة - ) هو لاعب كرة قدم بريطاني في مركز الوسط. لعب مع مانشستر يونايتد ونادي باث سيتي.

## وصلات خارجية
- توني جيل على موقع قاعدة بيانات كرة القدم.إي يو (الإنجليزية)
- توني جيل على موقع عالم كرة القدم.نت (الإنجليزية)